# Schlesische Wellen

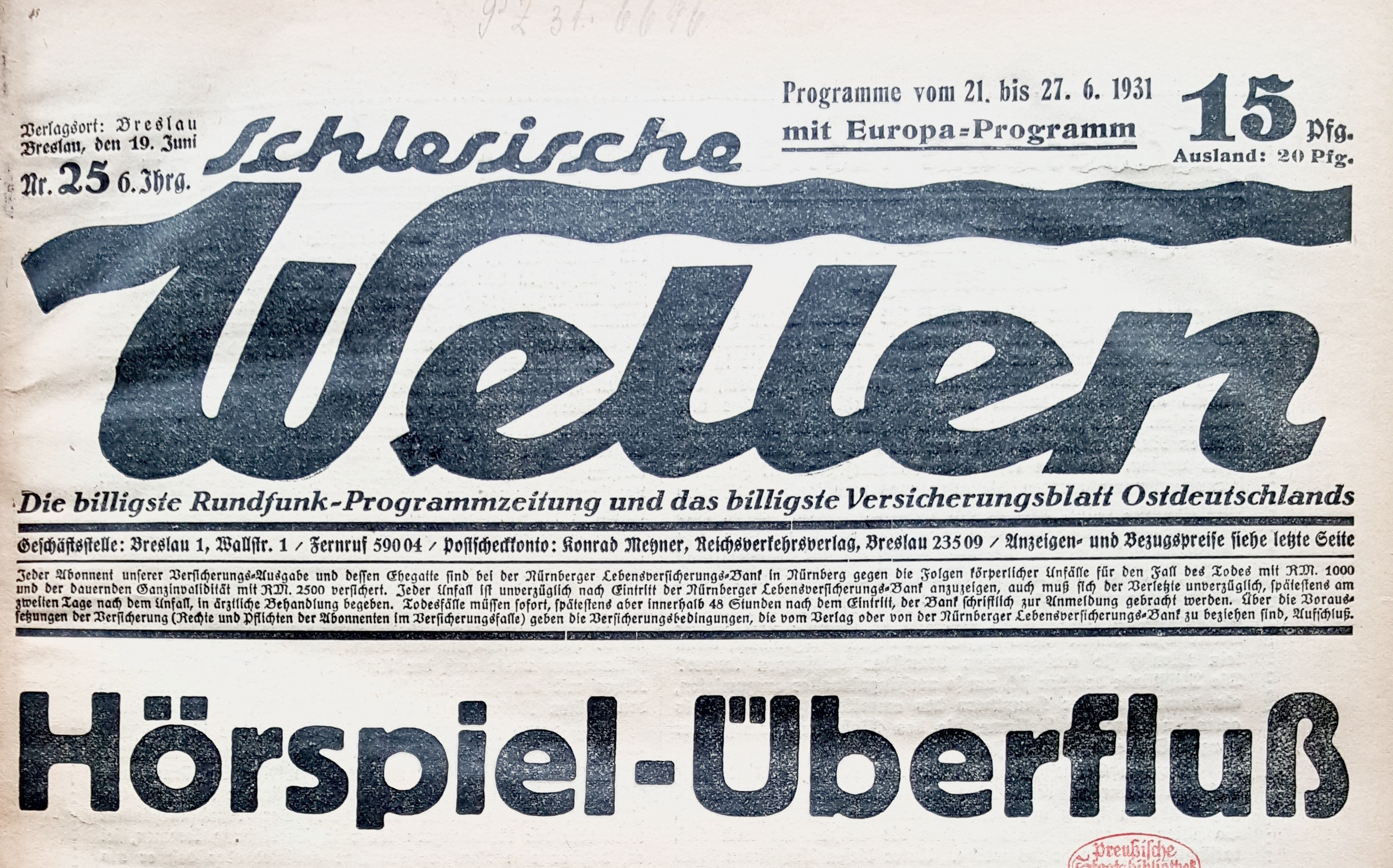
Schlesische Wellen Juni 1931. Titelblatt mit Hörspiel-kritischer Schlagzeile

Schlesische Wellen war der Name einer in Breslau von 1926 bis 1932 erscheinenden Rundfunkzeitung. Sie trug den Untertitel Die billigste Rundfunk-Programmzeitung und das billigste Versicherungsblatt Ostdeutschlands, wandte sich vor allem an die geringer verdienenden Radiohörer und erschien wöchentlich im Reichsverkehrsverlag. Die Erstausgabe kam im Januar 1926 auf den erst knapp drei Jahre alten Rundfunkmarkt. Damit waren die Schlesischen Wellen eine der sehr frühen Rundfunkpublikationen. Im Juli 1932 ging die Zeitung in der Funk-Post auf.

## Inhalt
Eine typische Ausgabe von 1931 bestand aus 16 Seiten und kostete 15 Pfennige. Die Titelseite handelte meist rundfunkpolitische Themen ab, häufig Beschwerden von Hörern wegen zum Beispiel zu vieler Hörspiele, zu wenig populärer Musik (meist Schlager) oder generell zu schlechtem Empfang. Das Blatt verstand sich als Sprachrohr des Rundfunkgebühr zahlenden Hörers, der die leichte Unterhaltung liebte und störungsfrei hören wollte. Die Seiten 2 und 3 beschäftigten sich entweder mit Rundfunktechnik (Beispiel: „Radio – Witterung – Nervensystem“) oder sie wandten sich an Frauen und die Haushaltsführung, ohne Bezug zum Radio. Der Kern der Zeitung war die Programmliste für die deutschen und europäischen Sender ab Sonntag jeder Woche in dieser Form:
„Dienstag, 27. Oktober 1931. Bukarest 761 kHz, W. 394,2. 16 kW. 13: Schallpl. – 18: Orchesterkzt. – 20,40: Grammophonmusik. – 21: Unterhaltungskzt. – 21,40: Vortrag. – 22,15: Symphoniekzt.“
... wobei kHz die Frequenz, W. die Wellenlänge und kW die Sendeleistung beschrieb. Es wurde fein unterschieden zwischen dem live im Studio spielenden Orchester („Orchesterkzt.“, „Symphoniekzt.“) und der „Grammophonmusik“ von Schallplatte. Die Programmbeschreibungen von Sendern des Deutschen Reichs waren etwas ausführlicher, insbesondere die der Funk-Stunde Berlin, die auf 716 kHz sendete und in dem Heft „Reichssender Berlin“ hieß. Hier war nicht nur vermerkt, welches Musikstück wann und von wem gespielt wurde, sondern sogar auf welchem Flügel.
Die Schlesischen Wellen unterhielten in den Breslauer Redaktionsräumen in der Wallstraße 1 (jüdisches Viertel, heute Ulica Włodkowica) auch eine Beratungsstelle für Abonnenten mit technischen Problemen, die am frühen Nachmittag eine Stunde geöffnet hatte. Anfragen per Post wurden für die relativ hohe Gebühr von 50 Pfg. beantwortet.